# Yérim Habib Sow
Habib Yérim Sow autrement appelé Yérim Sow est un entrepreneur ivoiro-sénégalais est né le 23 avril 1967 à Dakar. Il a fondé et préside le groupe Teyliom, actif dans 16 pays en Afrique, en Europe et au Moyen-Orient à travers 52 sociétés.

## Biographie
Né en 1967, Yérim Sow grandit au sein d’une famille sénégalaise prospère. Il est le fils de Aliou Ardo Sow, fondateur du groupe de BTP Compagnie sahélienne d’entreprise (CSE).
Après une scolarité au Sénégal, il part à 18 ans étudier au Canada, à l’université de Montréal. Il suit également des études de commerce à l’université de Boston. Yérim Habib Sow démarre dans les affaires en revendant au Sénégal des produits achetés au cours de ses voyages à l’étranger.
En 1988, il fonde au Sénégal sa première société, Direct Access, spécialisée dans l’informatique. Six ans plus tard, en 1994, il se lance au Sénégal et en Côte d’Ivoire sur le marché des pagers, appareils précurseurs des téléphones portables qui permettent de recevoir un message. Son entreprise connaît un succès grâce à son modèle appelé « bip access ».
Il exploite ce succès pour partir à la conquête du marché des télécoms, naissant en Afrique de l’Ouest. C’est ainsi qu’il prend une participation dans Loteny Telecom, un opérateur de téléphonie mobile détenteur de la première licence d’opérateur mobile en Côte d’Ivoire, en partenariat avec l’opérateur panafricain Telecel International, racheté plus tard par l’égyptien Orascom.
En 2001 il fonde PCCI, société spécialisée dans le domaine de l’acquisition de clients en télévente, du Service Client et la gestion de contacts multicanal.

## Le Groupe Teyliom
En 2001, il met en place Teylium, avec comme principal investissement Telecel Côte d’Ivoire. Yérim Sow s’associe par la suite au groupe ivoirien Atlantique, actif dans les services financiers et les télécoms, pour racheter en 2004 les parts de l’égyptien Orascom dans Telecel Côte d’Ivoire. En 2005, l’opérateur télécom sud-africain MTN achète 51 % du capital de Loteny à Yérim Sow. Puis, en 2006, Teylium renforce son activité et obtient une licence de téléphonie mobile au Cap-Vert où il crée la société TPLUS puis prend une participation majoritaire dans la société de téléphonie mobile Intercel Guinée.
2006 est également l’année de la diversification pour Teylium qui reprend une participation dans African Financial Holding, devenu par la suite BOA Group, maison-mère du réseau Bank of Africa. Il lance aussi la banque Bridge Bank Group CI à Abidjan avec Pape Diouf, directeur général de la banque d’affaires Linkstone Capital. Il se diversifie aussi dans l’agro-industrie via l’acquisition de la société ivoirienne Continental Beverage Company, puis dans l’immobilier avec plusieurs projets parmi lesquels l’hôtel haut de gamme Radisson Blu et le Sea Plaza, le premier mall de Dakar, ouvert en juillet 2010.
Le groupe Teylium, renommé Teyliom en 2013, s'est lancé la même année le pari de l’hôtellerie en Afrique avec le lancement du groupe Inaugure Hospitality et de sa filiale de gestion Mangalis. La société entend investir 315 millions d’euros dans la construction de 15 hôtels dans 13 pays africains.

## Vie privée
Il est le quatrième fils de Aliou Ardo Sadio Sow, fondateur de la Compagnie Sahélienne d'Entreprise (CSE) et de Khadidiatou Diawara, petite sœur de Mohamed Tiecoura Diawara, ancien ministre ivoirien du Plan sous le régime du Président Felix Houphouët-Boigny.